# برو (ثقافة فرعية)

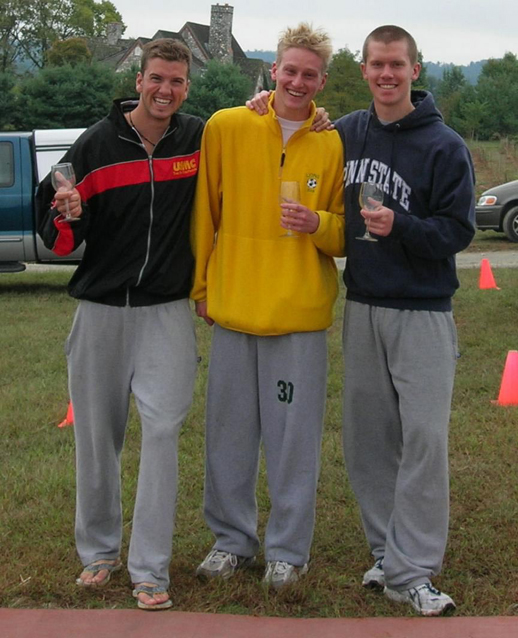
أعضاء ثقافة البرو قد يلبسون بنطال رياضة في مكان عام

ثقافة البرو (بالإنجليزية: bro culture، وكلمة bro مشتقة من "brother" أي أخ) هي ثقافة فرعية لدى الشباب الذين يقضون وقتهم محتفلين مع آخرين مثلهم. رغم أن الصورة الشائعة لنمط حياة البرو تتعلق بملابس الرياضة والجمعيات الأخوية، إلا أنها يعوزها تعريف ثابت. معظم الخصائص تختلف من مكان لمكان آخر، فمثلا: في كاليفورنيا هي تتداخل مع ثقافة الركمجة. يذكر قاموس أكسفورد إن أفراد ثقافة البرو هم يتشخصون بهويتهم ذاتيا في أحيان كثيرة وذلك باستخدام ألفاظ مركبة بكلمة "برو" في البداية أو النهاية. كتبت آن فريدمن في مقالة نشرت في مجلة نيويورك سبتمبر 2013 إن "كلمة "برو" كانت تشير إلى شيء محدد: شاب أبيض أناني يلبس السروال القصير ويحب الجعة الرخيصة، إلا أنها صارت تدل على نوع من الجهل المدلل ينتشر عند مجموعات يهيمن عليها رجال أغنياء بيض مغايرون.

## خصائص

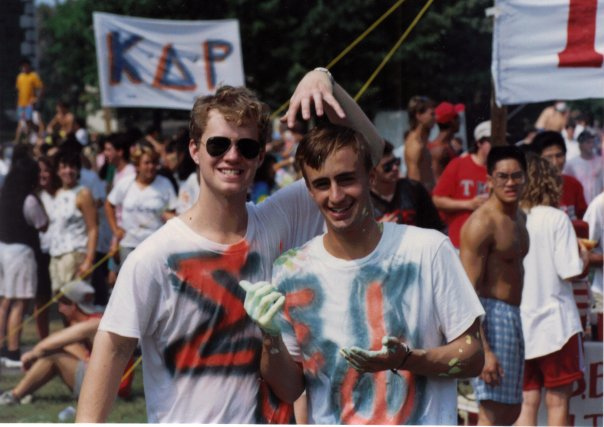
كثيرا ما يرتبط أعضاء جمعيات أخوية بثقافة البرو

لا تعريف ثابت أو ملتمس لهذه الثقافة الفرعية، إلا أنها تشير في الأغلب إلى نوع من ذكورية البيض أو ذكورية الذين هم بيض في الأساس، وهذا النوع متصل بالجمعيات الأخوية وقبعات كرة القاعدة ذات الحافة المهترئة وقمصان أكسفورد والقمصان ذات كمين التي عليها شعار فريق رياضي وبنطال الحمولة وأحذية المراكب والصنادل. وشخص قاموس أكسفورد الشخصية التي يقدمها الممثل نيل باتريك هاريس في مسلسل كيف قابلت أمكما بأنه تجسيد لنسخة من النسخ المعاصرة للبرو، ولاحظ القاموس أنه يستخدم لفظ «برو» كثيرا في كلامه. وأشارت دراسة استقصائية أجريتها مدونة كودسْوِتش التابعة للإذاعة الوطنية العامة، إلى ماثيو ماكونهي وداين كوك وجون ماير وغيرهم كنماذج يمثلون ثقافة البرو، وقالت إن ريان لوكتي هو نماذجها الأمثل.